# Ticonderoga-klassen
Krydserne af Ticonderoga-klassen er en del af US Navy og er den eneste krydserklasse i tjeneste i flåden. Skibene var oprindeligt planlagt som en destroyer-klasse. På grund af de forøgede kampevner som skyldes det dengang revolutionerende Aegis-system samt AN/SPY-1 radarsystemet, retfærdiggjorde en ændring af klassifikationen til krydser.
Aegis-system er et integreret kampinformations- og våbensystem brugt af US Navy. Det fungerer både på det enkelte skib og har samtidig muligheden for automatisk udveksle spor samt koordinere ildledelse mellem flere skibe udstyret med Aegis. Foruden US Navy bliver systemet brugt af adskillelige andre lande. 
Udover Aegis systemet, er en af grunden til skibenes store succes nyskabelsen SPY-1 radaren der er en passive phased array radar. Dette radarsystem gør det muligt at have en radar der ikke roterer, da radaren er indbygget i selve skibssiderne således den kan transmittere i alle retninger. At radaren ikke roterer betyder at der kun er få millisekunder mellem hver opdatering af sporene, samtidig gør den radaren mere robust da der ikke er nogle mekaniske dele der kan gå i stykker. Det betyder også at radaren kan opnå en større rækkevidde da den ikke længere er afhængig af radarens rotationstid. Ulempen er at radaren kun kan transmittere i en vinkel på ca +/- 60°, og for at rette op på dette problem er man nødt til at bruge flere radartransmittere hvilket ikke blot er dyrere i anskaffelse, men også i strømforbrug og stiller krav til skibenes strømforsyning.
Alle skibene i klassen, Thomas S. Gates (CG51) undtaget, er navngivet efter store amerikanske slag. Desuden er 12 af klassens skibe også bærer det samme navn som hangarskibe fra 2. verdenskrig.
| Pennant | Navn            | Kølen lagt        | Søsat             | Indgået            | Navngivet af      | Udfaset            | Kaldesignal |
| ------- | --------------- | ----------------- | ----------------- | ------------------ | ----------------- | ------------------ | ----------- |
| CG47    | Ticonderoga     | 21. januar 1980   | 25. april 1981    | 22. januar 1983    | Nancy Reagan      | 30. september 2004 | NTIC        |
| CG48    | Yorktown        | 19. oktober 1981  | 17. januar 1983   | 4. juli 1984       | Mary Matthews     | 10. december 2004  | NYKN        |
| CG49    | Vincennes       | 19. oktober 1982  | 14. april 1984    | 6. juli 1985       | Marilyn Quayle    | 29. juni 2005      | NVIN        |
| CG50    | Valley Forge    | 14. april 1983    | 23. juni 1984     | 18. januar 1986    | Julia V. Taft     | 30. august 2004    | NVFP        |
| CG51    | Thomas S. Gates | 31. august 1984   | 14. december 1985 | 22. august 1987    | Anne Gates        | 15. december 2005  | NTSG        |
| CG52    | Bunker Hill     | 11. januar 1984   | 11. marts 1985    | 20. september 1986 | Kitty Skallerup   | -                  | NNBH        |
| CG53    | Mobile Bay      | 6 juni 1984       | 22. august 1985   | 21. februar 1987   | -                 | -                  | NMOB        |
| CG54    | Antietam        | 15. november 1984 | 14. februar 1986  | 6. juni 1987       | Beverly B. Byron  | -                  | NATM        |
| CG55    | Leyte Gulf      | 18. marts 1985    | 20. juni 1986     | 26. september 1987 | -                 | -                  | NLEG        |
| CG56    | San Jacinto     | 24. july 1985     | 14. november 1986 | 23. januar 1988    | Wendy L. Gramm    | -                  | NJAC        |
| CG57    | Lake Champlain  | 3. marts 1986     | 3. april 1987     | 12. august 1988    | Susan Pyatt       | -                  | NCPN        |
| CG58    | Phillipine Sea  | 8. april 1986     | 12. juli 1987     | 18. marts 1989     | -                 | -                  | NWIN        |
| CG59    | Princeton       | 15. oktober 1986  | 2. oktober 1987   | 11. februar 1989   | -                 | -                  | NDIH        |
| CG60    | Normandy        | 11. februar 1989  | 19. marts 1988    | 9. december 1989   | -                 | -                  | NVVV        |
| CG61    | Monterey        | 19. august 1987   | 23. oktober 1988  | 16. juni 1990      | -                 | -                  | NRAR        |
| CG62    | Chancellorville | 24. juni 1987     | 15. juli 1988     | 4. november 1989   | -                 | -                  | NCVL        |
| CG63    | Cowpens         | 23. december 1987 | 11. marts 1989    | 9. marts 1991      | -                 | -                  | NCOW        |
| CG64    | Gettysburg      | 17. august 1988   | 2. juli 1989      | 22. juni 1991      | -                 | -                  | NGTB        |
| CG65    | Chosin          | 2. juli 1988      | 1. september 1989 | 12. januar 1991    | -                 | -                  | NCHO        |
| CG66    | Hué City        | 20. februar 1989  | 1. juni 1990      | 14. september 1991 | Jo Ann Cheatham   | -                  | NHUE        |
| CG67    | Shiloh          | 1. august 1989    | 8. september 1990 | 24. april 1992     | -                 | -                  | NSLH        |
| CG68    | Anzio           | 21. august 1989   | 2. november 1990  | 2. maj 1992        | Mrs. Lee Baggett  | -                  | NZIO        |
| CG69    | Vicksburg       | 30. maj 1990      | 7. september 1991 | 14. november 1992  | Patricia T. Lott  | -                  | NVMS        |
| CG70    | Lake Erie       | 6. marts 1990     | 13. juli 1991     | 24. juli 1993      | -                 | -                  | NCDP        |
| CG71    | Cape St. George | 19. november 1990 | 10. januar 1992   | 13. juni 1993      | Doris Hekman      | -                  | NCSG        |
| CG72    | Vella Gulf      | 22. april 1991    | 13. juni 1992     | 12. juli 1993      | Mary Ann McCauley | -                  | NVLA        |
| CG73    | Port Royal      | 18. oktober 1991  | 20. november 1992 | 9. juli 1994       | Susan G. Baker    | -                  | NPTR        |